# Кораблик (мультфільм)
«Кораблик» — радянський музичний мальований мультфільм для дітей 1956 року за однойменною казкою Володимира Сутєєва.

## Сюжет
Жили-були чотири товариші: Мураха, Курча, Мишеня і Черв'ячок. Пішли вони гуляти і на березі ставка зустріли жабеня, який покликав їх плавати. Друзі не вміли плавати, і жабеня почало над ними сміятися: «Ну куди ж ви годитесь? Ви — боягузи!» Друзі вирішили відправитися в плавання і разом побудували кораблик з шматка кори, прутика і великого листа замість вітрила. Вони весело пливли на кораблику, але раптом хмара закрила сонце, посилився вітер, і почалася гроза. Курча змило хвилею, але його врятував жабеня. А решта, тримаючись за щоглу, дісталися острівця. Туди жабеня і привезло й курча на листі латаття і поплив далі. А друзі знову попливли і навіть зуміли врятувати жабеня від злої щуки, завдяки чому він теж став їхнім другом.

## Відмінності від оригіналу
- Оригінальна історія закінчується відплиттям, а сюжет фільму значно доповнено.
- В оригіналі для будівництва корпусу корабля застосовувалася горіхова шкаралупа, а в мультфільмі — деревна кора.
- В оригіналі одним з діючих осіб був жук, а у фільмі — черв'як (пізніше метелик).

## Творці
| Автор сценарію            | Володимир Сутєєв |
| Автор тексту пісень       | Михайло Вольпін |
| Режисер                   | Леонід Амальрік |
| Художник-постановник      | Олександр Трусов |
| Композитор                | Микита Богословський |
| Оператор                  | Михайло Друян |
| Звукооператор             | Микола Прилуцький |
| Асистенти                 | Володимир Балашов, О. Новосельська, Тетяна Сазонова, Олександра Фірсова |
| Художники-мультиплікатори | Дмитро Бєлов, Володимир Пекар, Вадим Довгих, Лев Попов, В'ячеслав Котьоночкін, Надія Привалова, Рената Міренкова, Борис Чані                                               |
| Актори                    | Зінаїда Бокарева — курча Георгій Віцин — мураха Галина Іванова — метелик Галина Новожилова — мишеня Ірина Потоцька — жабеня Юрій Хржановський — черв'ячок (невелика фраза) |

## Нагороди
- 1957 — Диплом на I Британському кінофестивалі в Лондоні (Фестиваль фестивалів)

## Видеоиздания
Мультфільм неодноразово перевидавався на DVD у збірках мультфільмів: «Казки для малюків. В. Сутєєв», «Союзмультфільм», дистриб'ютор «Союз».